# Ode to Billie Joe
Ode to Billie Joe is een liedje dat is geschreven en gezongen door de Amerikaanse countryzangeres Bobbie Gentry. Het liedje kwam als single uit in juli 1967 en behaalde de eerste plaats in de Amerikaanse Billboard Hot 100. Het was ook redelijk succesvol in andere landen.
Hoewel Bobbie Gentry meer hits heeft gehad, heeft ze het succes van Ode to Billie Joe nooit geëvenaard.
Het liedje speelt in Gentry’s geboortestaat Mississippi. De ik-figuur in het liedje, dochter in een boerenfamilie, vertelt hoe ze tijdens het avondmaal van haar moeder hoort dat Billy Joe MacAllister, een jongeman uit de buurt, zelfmoord heeft gepleegd door van de brug over de Tallahatchie River bij de buurtschap Money te springen. De familie levert commentaar op de zelfmoord tussen het bespreken van belangrijker onderwerpen door, zoals dat vader nog vijf acres zal moeten ploegen. Broer herinnert zich dat hij zijn zus zondag nog met Billie Joe zag praten. Moeder merkt wel dat haar dochter niets eet, maar zoekt er niets achter en vertelt ook nog argeloos dat de plaatselijke dominee Billie Joe heeft gezien in het gezelschap van een meisje dat erg op haar dochter leek. Billie Joe en het meisje gooiden samen iets van dezelfde brug over de Tallahatchie.
Een jaar later is er veel veranderd. Broer is getrouwd en verhuisd. Vader is overleden en moeder is helemaal apathisch geworden. De ik-figuur heeft veel tijd besteed aan het plukken van bloemen om in het modderige water van de Tallahatchie te gooien.
Het liedje staat op 412 in de 500 Greatest Songs of All Time van het tijdschrift Rolling Stone.

## Opname
Het nummer werd opgenomen op 10 juni 1967 in de studio van Capitol Records in Hollywood. Het was oorspronkelijk bedoeld als achterkant van het nummer Mississippi Delta. De eerste versie van Ode to Billie Joe was een ballad van elf coupletten met als enig begeleidingsinstrument Gentry’s gitaar. Op voorstel van de arrangeur Jimmie Haskell bracht ze het lied terug tot vijf coupletten en ging ze akkoord met de toevoeging van strijkers. De strijkers spelen een dalende toonreeks op het moment dat de bloemen in het water worden gegooid.

## Ontvangst
De diskjockeys vonden de achterkant van de single veel fascinerender dan de voorkant, en de achterkant werd dan ook veel vaker gedraaid. Het nummer haalde de eerste plaats in de Billboard Hot 100 (en verdreef The Beatles met All you need is love van die plaats). In de Hot Country Singles, de hitlijst voor countrymuziek, haalde het nummer de 17e plaats. In de Canadese RPM Charts was het ook een nummer 1-hit. Ook aan de andere kant van de Atlantische Oceaan verkocht de plaat goed; ze haalde een 13e plaats in de UK Singles Chart. In Nederland werd Ode to Billie Joe met een 12e plaats in de Nederlandse Top 40 Bobbie Gentry’s enige hit. In de Duitse Musikmarkt Top 100 haalde de plaat de 23e plaats.
In 1968 kreeg Bobbie Gentry drie Grammy Awards, in de categorieën ‘Best New Artist’, ‘Best Vocal Performance’ en ‘Best Contemporary Solo Vocal Performance’. De arrangeur Jimmie Haskell kreeg een Grammy in de categorie ‘Best Instrumental Arrangement Accompanying Vocalist(s)’ voor zijn arrangement van Ode to Billie Joe.
Gentry’s album Ode to Billie Joe, met haar hit en negen andere nummers, haalde de eerste plaats in de Billboard 200, de Amerikaanse hitparade voor albums.
De tekst riep bij het publiek twee vragen op: waarom pleegde Billie Joe zelfmoord en wat gooiden die twee eigenlijk van de brug af? De schrijfster van het liedje vond die vragen zelf helemaal niet belangrijk:
... the real ‘message’ of the song, if there must be a message, revolves around the nonchalant way the family talks about the suicide. They sit there eating their peas and apple pie and talking, without even realizing that Billie Joe's girlfriend is sitting at the table, a member of the family.
... de werkelijke boodschap van het liedje, als er een is, draait om de nonchalante manier waarop de familie over de zelfmoord praat. Ze zitten daar hun erwten en appeltaart te eten en te praten, zonder dat ze zich een moment realiseren dat Billie Joe’s vriendin bij hen aan tafel zit en lid is van hun gezin.
De houten brug uit het liedje stortte in 1972 in en werd later vervangen door een betonnen brug.

### Nederlandse Top Veertig
| Hitnotering: 23-09-1967 t/m 11-11-1967 | Hitnotering: 23-09-1967 t/m 11-11-1967 | Hitnotering: 23-09-1967 t/m 11-11-1967 | Hitnotering: 23-09-1967 t/m 11-11-1967 | Hitnotering: 23-09-1967 t/m 11-11-1967 | Hitnotering: 23-09-1967 t/m 11-11-1967 | Hitnotering: 23-09-1967 t/m 11-11-1967 | Hitnotering: 23-09-1967 t/m 11-11-1967 | Hitnotering: 23-09-1967 t/m 11-11-1967 | Hitnotering: 23-09-1967 t/m 11-11-1967 | Hitnotering: 23-09-1967 t/m 11-11-1967 |
| Week:                                  | 1                                      | 2                                      | 3                                      | 4                                      | 5                                      | 6                                      | 7                                      | 8                                      |                                        |                                        |
| -------------------------------------- | -------------------------------------- | -------------------------------------- | -------------------------------------- | -------------------------------------- | -------------------------------------- | -------------------------------------- | -------------------------------------- | -------------------------------------- | -------------------------------------- | -------------------------------------- |
| Positie:                               | 38                                     | 26                                     | 16                                     | 12                                     | 12                                     | 19                                     | 26                                     | 33                                     | uit                                    |                                        |

### NPO Radio 2 Top 2000
| Nummer met noteringen in de NPO Radio 2 Top 2000 | '99  | '00  | '01  |
| ------------------------------------------------ | ---- | ---- | ---- |
| Ode to Billie Joe (Bobbie Gentry)                | 1374 | 1946 | 1957 |

1. ↑  Een vetgedrukt getal geeft de hoogste notering aan.
2. ↑  Deze tabel is bijgewerkt tot en met de laatste editie (2024).

## Verfilming
In 1976, negen jaar later, maakte de regisseur Max Baer jr. de film Ode to Billy Joe (met een andere spelling van de naam Billie), waarin een groot aantal zaken die het liedje open liet door de scenarioschrijver Herman Raucher werden ingevuld. De reden voor de zelfmoord was schaamte over een homoseksueel experiment en het voorwerp dat van de brug werd gegooid was de lappenpop van het meisje. De daad symboliseerde het afscheid van haar kindertijd.
Voor de soundtrack van de film nam Bobbie Gentry Ode to Billie Joe opnieuw op. Het plaatje bereikte nu de 65e plaats in de Billboard Hot 100.

## Coverversies
- Ray Charles zong het nummer in 1968 live samen met de zangeres Clydie King. Het nummer staat op het album It's a blues thing uit 1995.
- Jazzzangeres Nancy Wilson had een versie op het album Welcome To My Love uit 1968, gearrangeerd door Oliver Nelson.
- De saxofonist King Curtis nam in 1967 een instrumentale versie op, die als single werd uitgebracht.[4]
- De countryzangeres Lorrie Morgan nam het nummer in 2016 op voor haar album Letting Go… Slow.
- In 1995 bracht een aantal Britse en Ierse artiesten het album The Help Album uit, waarvan de opbrengst bestemd was voor projecten van War Child. Op het album staat een versie van Ode to Billie Joe door Sinéad O'Connor.
- The Supremes zetten het nummer op hun album Reflections uit 1968.
- Tammy Wynette nam het nummer op voor het album Take me to your world / I don't wanna play house uit 1968.

Joe Dassin nam het nummer onder de titel Marie-Jeanne op in het Frans. Siw Malmkvist zong het in het Zweeds onder de titel Jon Andreas visa. In beide liedjes is de handeling verplaatst naar respectievelijk het Franse en het Zweedse platteland. Wenche Myhre zong het liedje in 1978 in het Duits onder de titel Billy Joe McAllister op het album Album.
Clothes line saga van Bob Dylan, opgenomen in 1967, maar pas uitgegeven in 1975 op het album The Basement Tapes, is een parodie op Ode to Billie Joe. In dit liedje krijgt een gezin tijdens een alledaagse conversatie over wasgoed van de buurman te horen dat de vicepresident gek is geworden.